# آبشار سانکای
آبشار سانکای (به لاتین: Sankai Falls) یک آبشار در ژاپن است که در زائو، میاگی واقع شده‌است.